# 아리마 (트리니다드 토바고)

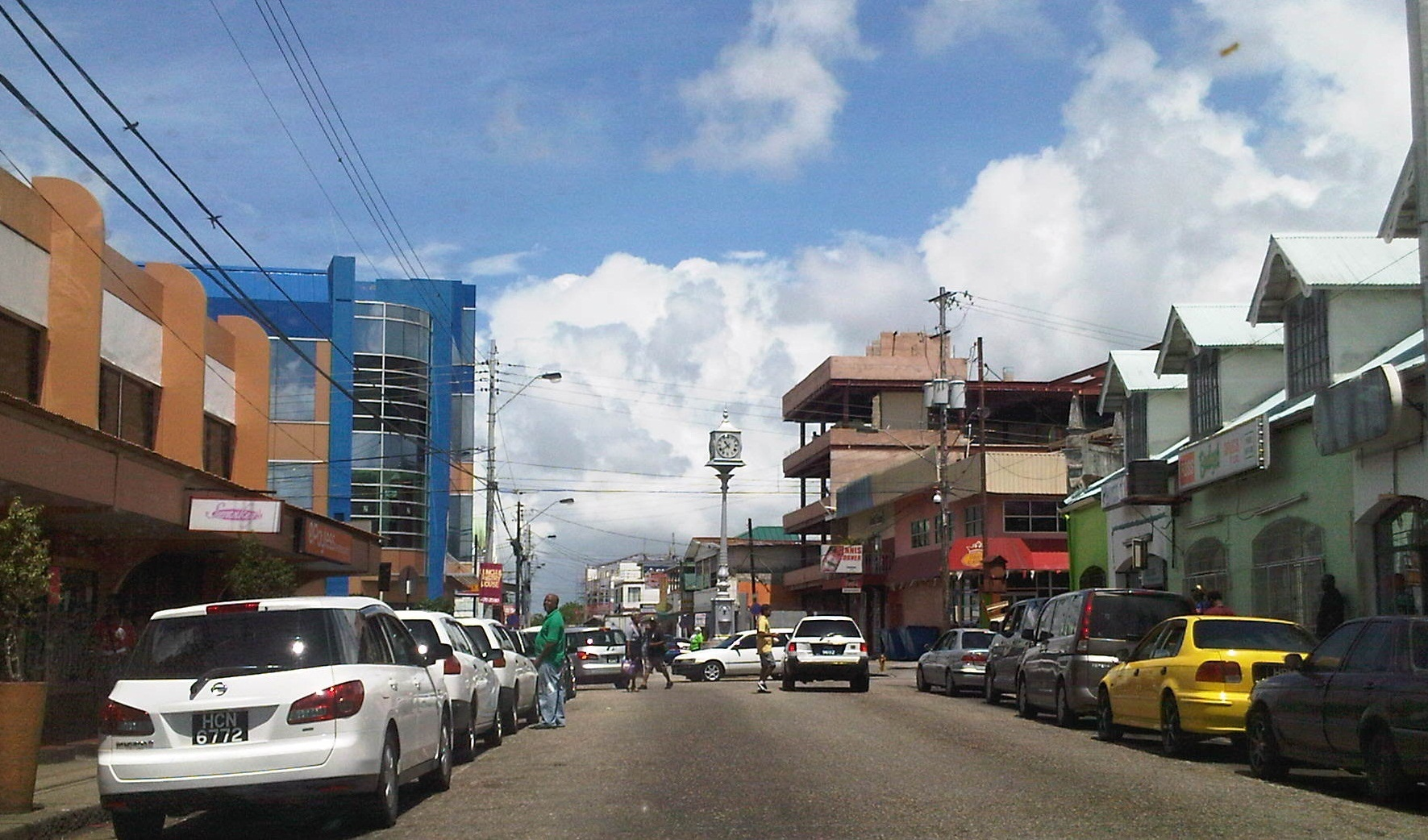
아리마 시가지

아리마(Arima)는 트리니다드 토바고 트리니다드 섬에 위치한 도시이다.

## 인구
| 연도 | 인구   | ±%     |
| ---- | ------ | ------ |
| 1980 | 24,112 | —      |
| 1990 | 26,528 | +10.0% |
| 2000 | 28,310 | +6.7%  |
| 2011 | 33,606 | +18.7% |